# 苏联造船工业部
苏联造船工业部负责苏联的造船工业。为苏联部长会议下设的一个全联盟部。 部机关驻莫斯科罗日杰斯特文卡大街尽头的五层办公楼。

## 历史
1939年1月11日，苏联国防工业人民委员部第二总局分立为苏联造船工业人民委员部。下辖41家工厂、船厂、10个设计局，共有173,284人。
1946年3月15日改称苏联造船工业部。
1953年3月5日，与苏联重型工程部、苏联运输工程部和苏联建设与道路工程部合并为苏联运输与重型工程部。1954年4月19日恢复造船工业部。1957 年 12 月 14 日撤销，成立了苏联部长会议造船国家委员会（Госкомитета Совета Министров СССР по судостроению）。1965年3月2日苏联国家造船委员会的基础上第三次成立苏联造船工业部。1991年12月1日起废止。沿革为现在的联合造船集团。

## 苏联造船工业部向中国造船业提供技术援助的驻华委员会
1954年10月，苏联政府通过决议向中华人民共和国提供全面的技术援助，包括5型军用舰艇的转让制造权及设计、施工全套图纸和技术文件。1955至1956年向中国提供原材料、半成品、制成结构部件、机械、无线电电气设备和武备，以便中国的船厂组装、建造5型舰艇。并向中国派遣苏联造船专家。
- 4艘1200吨的50型护卫舰(6601订货)，加里宁格勒市第820船厂按第820中心设计室的设计和图纸部分建成；6601订货组长选择了43岁的第820船厂总工程师万施泰因和第820中心设计室总工程师科普沙尼诺夫
- 36艘67吨的183型大型海上鱼雷艇(6602订货)，列宁格勒市的第5船厂按特种设计室和第5专门设计室的设计和图纸部分建成。援华生产工艺组组长为48岁的第5船厂总工程师苏霍沃利斯基，设计组组长为30岁的第5专门设计室183型鱼雷艇副总设计师沃洛格金。
- 5艘1300吨的613型中型潜艇（6603订货），高尔基市红色索尔莫沃船厂按第18中心设计室的设计和图纸部分建成；援华在第18中心设计室，613型潜艇副总设计师索洛维约夫成为6603订货设计组组长。6605订货两位组长职务的人选分别是44岁的第363船厂总工艺师博戈斯拉夫斯基和第363中心设计室总工程师别哥夫。6603订货驻厂专家组组长确定为红色索尔莫沃船厂舰艇总建造师热姆丘日尼科夫
- 14艘310吨的122乙型大型猎潜舰（6604订货），泽廖诺多利斯克市第340船厂按第340中心设计室的设计和图纸部分建成；6604订货两位组长是第340船厂总工艺师古谢夫和第340中心设计室122乙型猎潜舰副总设计师绍明
- 4艘600吨的254型基地扫雷舰（6605订货），涅瓦河畔第363船厂按第363中心设计室的设计和图纸部分建成；

造船工业部外事局局长博罗金、主管干部的副部长拉里奥申指导下，组建了苏联造船工业部驻华委员会。1954年11月11日，苏联造船工业部部长诺先科签发任职命令：
- 主席祖博夫
- 设计副主席：造船工业部标准化中心设计室总工塔格耶夫，48岁，轮机工程师出身，列宁格勒波罗的海船厂第4设计室和造船工业部第4中心设计室14年舰艇设计经验，造船工业部标准化中心设计室积累了11年的船用机械和设备设计工作经验。对口中国中央重工业部造船工业管理局产品设计处。驻上海，对口新组建的中方的产品设计分处，直接领导对口5个船型的5个设计专家组。
- 生产副主席：泽廖诺多利斯克第340船厂总工程师伊沃奇金，48岁。在阿穆尔共青城造船厂舰艇总建造师，尼古拉耶夫造船厂厂长。驻上海，直接领导驻6个中方船厂的生产工艺苏联专家组。
- 生产组织、计划以及船厂改造副主席：造船工业部第二国家设计院总工程师米金，45岁。列宁格勒军械学院毕业，从事新船厂设计和既有造船企业改造工作了23年。驻北京对口中国中央重工业部造船工业管理局。领导派驻造船工业管理局从事生产组织、计划、工艺和其他全行业问题的苏联专家组，以及派驻上海的中方的产品设计分处从事该局所属企业改造和基本建设的苏联专家组。

## 苏联造船工业部部长
历任苏联造船工业部部长：
1. 伊万·费奥多罗维奇·捷沃西安 (11.1.1939 - 17.4.1940)
2. 伊万·伊西多罗维奇·诺先科（英语：Ivan Isidorovich Nosenko）(17.4.1940 - 15.3.1946)
3. 阿列克谢·阿达莫维奇·戈雷格利亚德（俄语：Горегляд, Алексей Адамович） (19.3.1946 - 10.1.1950)
4. 维亚切斯拉夫·亚历山德罗维奇·马雷舍夫 (10.1.1950 - 15.3.1953)
5. 伊万·伊西多罗维奇·诺先科（英语：Ivan Isidorovich Nosenko）(27.4.1954 - 2.8.1956)
6. 安德烈·米哈伊洛维奇·雷德金（俄语：Редькин, Андрей Михайлович） (15.9.1956 - 14.12.1957)
7. 鲍里斯·叶夫斯塔菲耶维奇·布托马（俄语：Бутома, Борис Евстафьевич）(31.3.1958 - 19.7.1976)
8. 米哈伊尔·瓦西里耶维奇·叶戈罗夫（俄语：Егоров, Михаил Васильевич (государственный деятель)） (19.7.1976 - 10.1.1984)
9. 伊戈尔·谢尔盖耶维奇·别洛乌索夫（俄语：Белоусов, Игорь Сергеевич） (10.1.1984 - 13.2.1988)
10. 伊戈尔·弗拉基米罗维奇·科克萨诺夫（俄语：Коксанов, Игорь Владимирович） (20.2.1988 - 24.8.1991)